# Zerkwitz
Zerkwitz, niedersorbisch Cerkwica, ist ein Ortsteil der Stadt Lübbenau/Spreewald im Norden des südbrandenburgischen Landkreises Oberspreewald-Lausitz. Bis zum 1. Januar 1978 war Zerkwitz eine eigenständige Gemeinde. Am 31. Dezember 2022 lebten 615 Einwohner im Ort.

## Lage
Zerkwitz liegt in der Niederlausitz nördlich des Naturparks Niederlausitzer Landrücken und am südwestlichen Rand des Spreewalds. Der nördliche Teil der Gemarkung liegt im Biosphärenreservat Spreewald. Zerkwitz gehört zum amtlichen Siedlungsgebiet der Sorben/Wenden. Nach dem Bau der Neustadt ist die Bebauung von Zerkwitz und Kleeden übergangslos mit der von Lübbenau verbunden.
Die Gemarkung von Zerkwitz grenzt im Norden und Osten an Lübbenau, im Südosten an Groß Klessow mit dem Gemeindeteil Klein Klessow, im Südwesten an Groß Beuchow mit dem Gemeindeteil Klein Beuchow und im Nordwesten an Krimnitz. Zu Zerkwitz gehört der ehemalige Wohnplatz Kleeden. Die Landesstraßen 49 und 526 verlaufen durch den Ort.

## Geschichte
In einer Verkaufsurkunde vom 29. September 1315 wurde Zerkwitz erstmals als Czyrkewicz erwähnt. In dieser Urkunde verkaufte Bodo der Ältere von Ilenburg Ritter Christian, genannt Lange, die Herrschaft Lübbenau. Der Ortsname bezeichnet einen Ort in dem sich eine Kirche Cerkwja befindet. Im Jahr 1423 wurde der Ort als Cerkowicz, 1486 als Czergkwicz und 1541 als Cerckwitz erwähnt. Die Nennung des niedersorbischen Ortsnamens war 1761 als Zerkwiza und 1843 als Cerkwica. Ein verwandter Ortsname ist Serkowitz, ein Stadtteil von Radebeul in Sachsen. Zerkwitz wurde als Zeilendorf angelegt.

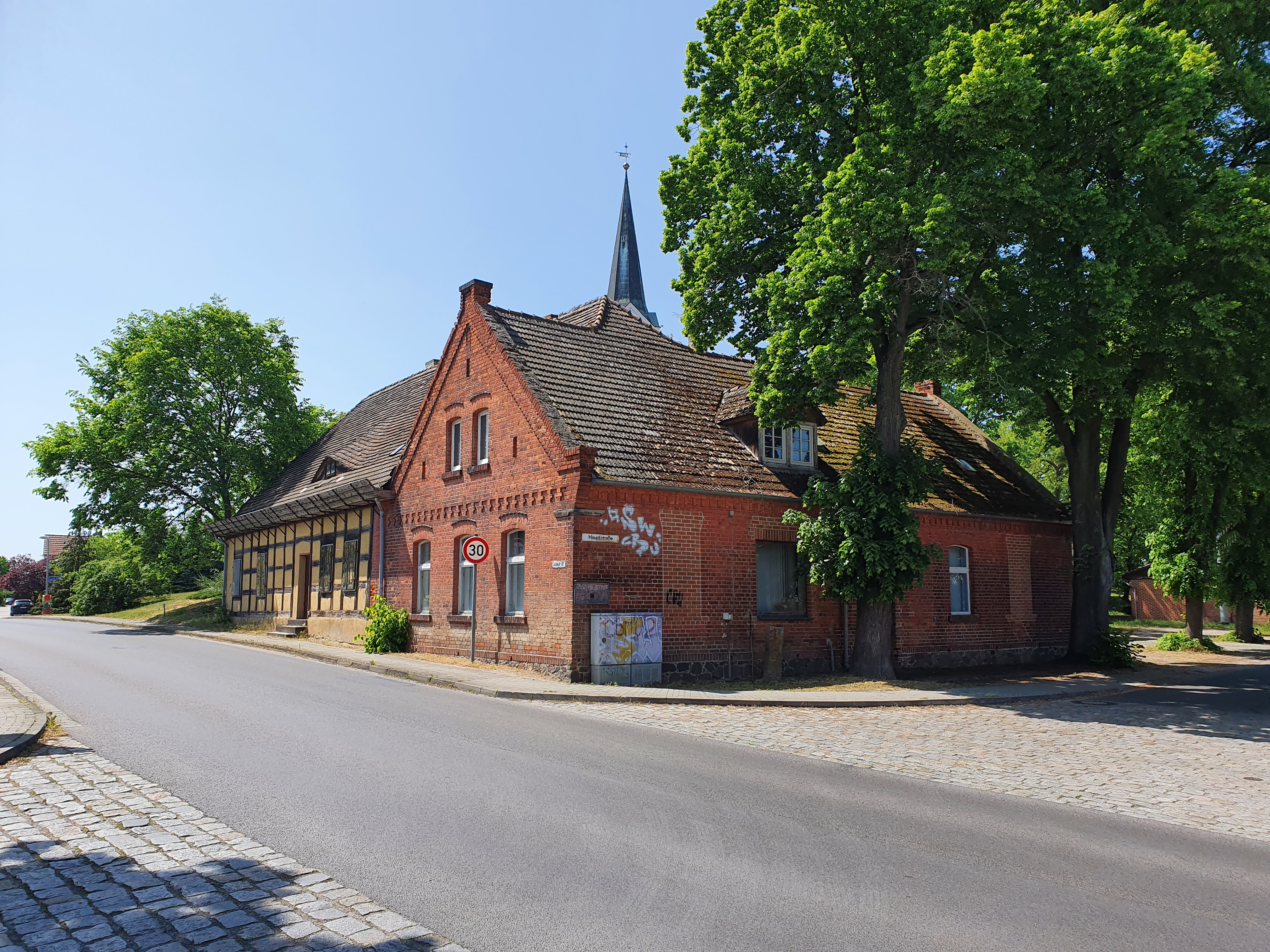
Alte Schule mit Küsterhaus (hinten) und Neue Schule (vorne)

Zunächst im Markgraftum Niederlausitz gelegen, wurde der Ort im Jahr 1635 durch den Prager Frieden Teil des Kurfürstentums Sachsen. Mitte des 17. Jahrhunderts lebten zwei Bauern bzw. Hufner, sechs Gärtner und vier Büdner in Zerkwitz. 1708 waren die Haushalte fünf Ganz- und zwei Halbbauern, fünf Kossäten und neun Büdner. Das im Jahr 1770 gebaute Küsterhaus wurde ab dem 19. Jahrhundert auch als Schulgebäude genutzt. Im Jahr 1804 wurde ein großer Teil des Dorfes durch einen Brand zerstört.

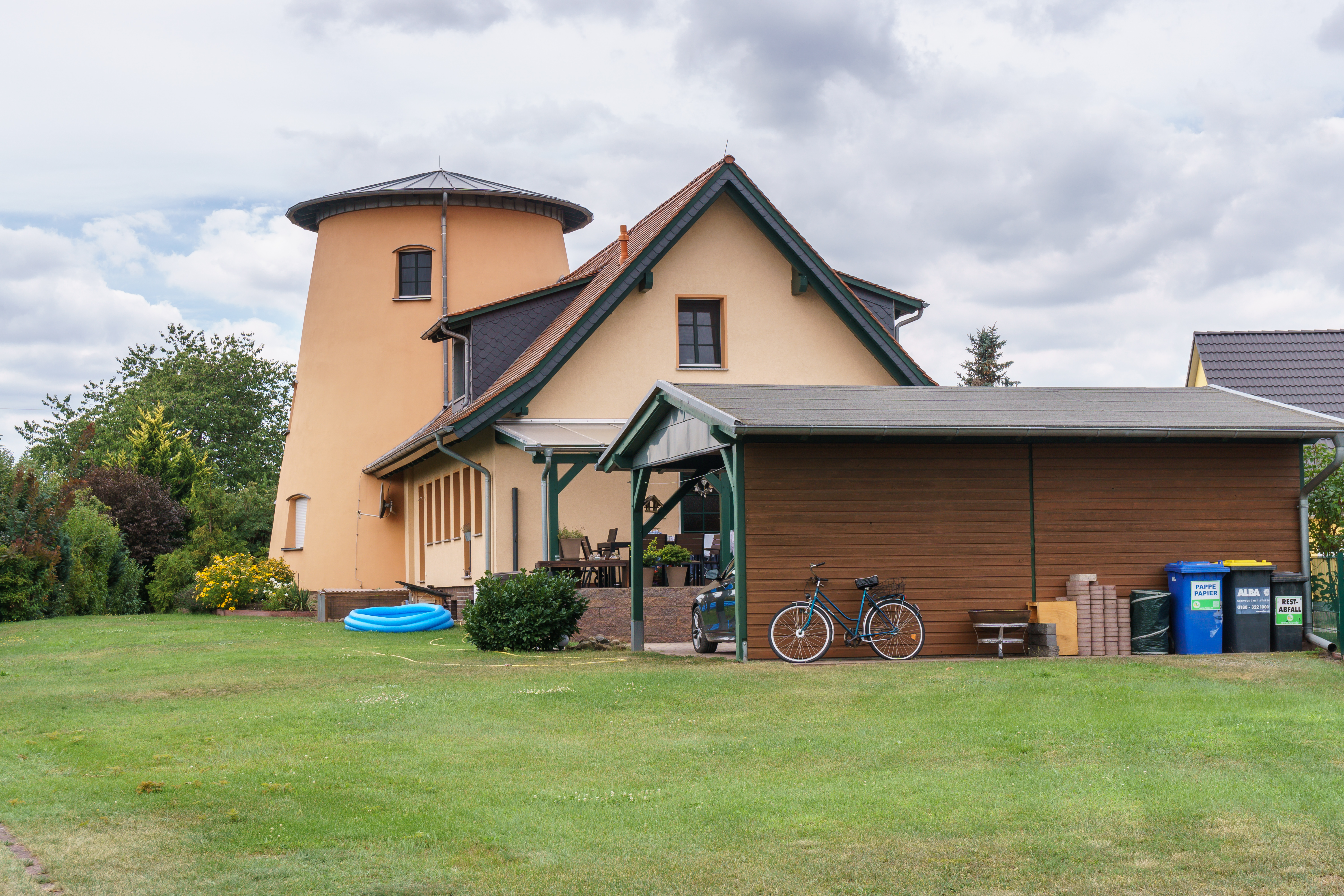
Turmholländerwindmühle Zerkwitz

Das Kurfürstentum Sachsen wurde im Jahr 1806 zunächst zum Königreich erhoben, nach der auf dem Wiener Kongress beschlossenen Teilung des Königreiches Sachsen kam Zerkwitz mit der gesamten Niederlausitz an das Königreich Preußen und gehörte zum Landkreis Calau in der Provinz Brandenburg. Im Jahr 1823 lebten in Zerkwitz sechs Bauern, zwei Halbbauern, drei Kossäten, zwölf Büdner, acht Häusler und zwei Halbhäusler. Des Weiteren gab es einen Dorfkrug. Gegen Mitte des 19. Jahrhunderts werden eine Windmühle und zwei Ziegeleien erwähnt, die Windmühle befindet sich im westlichen Teil des Dorfes auf dem Mühlberg. Die Kirchengemeinde Zerkwitz ist eine Filialkirche von Lübbenau. Im Jahr 1840 hatte der Ort 295 Einwohner, bis 1864 ging diese Zahl auf 270 zurück. Seit Beginn des 20. Jahrhunderts wurde die Einwohnerzahl zusammen mit der Nachbargemeinde Kleeden erfasst, die zum 1. Januar 1926 nach Zerkwitz eingemeindet wurde.
Nach dem Ende des Zweiten Weltkrieges gehörte Zerkwitz zur Sowjetischen Besatzungszone und ab 1949 zur DDR. Mit der brandenburgischen Kreisreform 1950 schied Zerkwitz mit weiteren Gemeinden aus dem Landkreis Calau, der in den Landkreis Senftenberg umgewandelt wurde, aus und wurde dem Landkreis Lübben (Spreewald) angegliedert. Im Jahr 1952 kamen die Orte an den neu gegründeten Kreis Calau. Zum 1. Januar 1978 wurde Zerkwitz nach Lübbenau als Ortsteil eingemeindet. Nach der Wiedervereinigung lag Zerkwitz erst im brandenburgischen Landkreis Calau, der am 6. Dezember 1993 im neuen Landkreis Oberspreewald-Lausitz aufging. Die Zerkwitzer Kirche gehört heute (2023) zur Kirchengemeinde Lübbenau-Neustadt – Zerkwitz – Kittlitz im Kirchenkreis Niederlausitz.

## Einwohnerentwicklung
| Jahr | Einwohner |
| ---- | --------- |
| 1875 | 319       |
| 1890 | 343       |

| Jahr | Einwohner |
| ---- | --------- |
| 1910 | 327       |
| 1925 | 335       |

| Jahr | Einwohner |
| ---- | --------- |
| 1933 | 477       |
| 1939 | 478       |

| Jahr | Einwohner |
| ---- | --------- |
| 1946 | 661       |
| 1950 | 638       |

| Jahr | Einwohner |
| ---- | --------- |
| 1964 | 525       |
| 1971 | 507       |

Gebietsstand des jeweiligen Jahres

## Kultur und Sehenswürdigkeiten

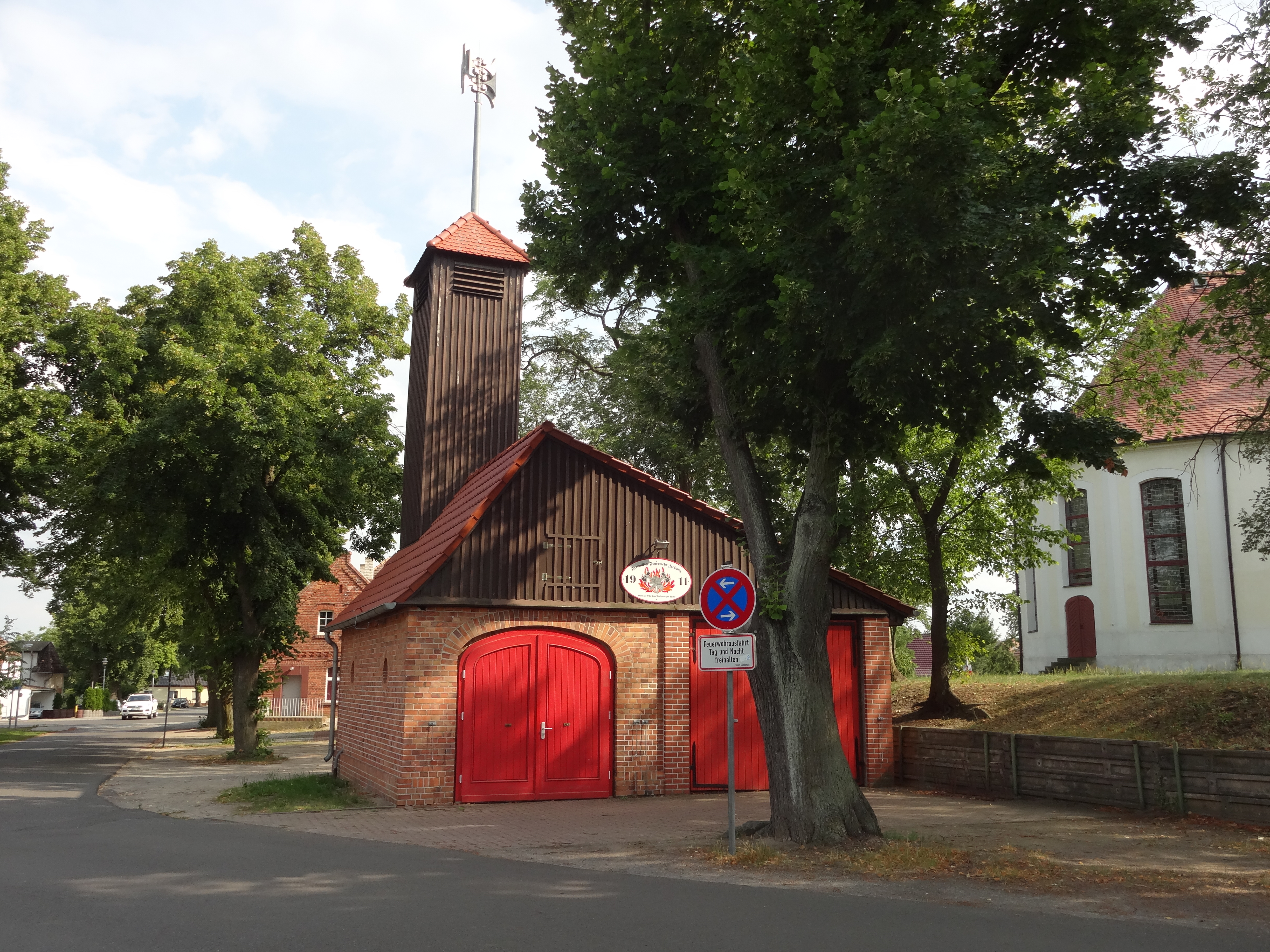
Feuerwehrhaus Zerkwitz

Die Freiwillige Feuerwehr in Zerkwitz wurde im Juni 1911 offiziell gegründet.
Die Dorfkirche Zerkwitz und die Schule gehören zu den Baudenkmalen der Stadt Lübbenau. Seit 1998 findet um Zerkwitz zum Ostersonntag das traditionelle Osterreiten statt, wobei anders als in der katholischen Oberlausitz auch Frauen an der Prozession teilnehmen.

## Wirtschaft und Infrastruktur
Zerkwitz liegt nordwestlich des Autobahndreiecks Spreewald, an dem die Bundesautobahn 15 in die westlich des Ortes verlaufende Bundesautobahn 13 übergeht.
Die lokale Wirtschaft ist durch kleinere Handwerks- und Gewerbeunternehmen geprägt. Zerkwitz hat sich außerdem durch den nahen Spreewald als wichtiger touristischer Standort innerhalb des Lübbenauer Stadtgebietes etabliert. Viele Pensionen und Hotels sowie Gasthäuser sind in Zerkwitz ansässig.

## Persönlichkeiten
In der Mitte des 17. Jahrhunderts wirkte der niedersorbische Sprachforscher Johannes Choinan in Zerkwitz als Pfarrer.